# Коллекторный электродвигатель
Колле́кторный электродви́гатель — электрическая машина, в которой датчиком положения ротора и переключателем тока в обмотках является одно и то же устройство — щёточно-коллекторный узел.

## Разновидности

### Коллекторный электродвигатель постоянного тока
Самые маленькие двигатели данного типа (единицы Ватт) содержат в корпусе:
- трёхполюсной ротор на подшипниках скольжения;
- коллекторный узел из 2-х щёток, контактируемые с 3-мя медными пластинами;
- двухполюсной статор из постоянных магнитов.

Применяются, в основном, в детских игрушках, плейерах, фенах, электробритвах, аккумуляторных отвёртках и т.п. (рабочее напряжение 3-9 вольт).
Более мощные двигатели (десятки Ватт), как правило, имеют:
- многополюсный ротор на подшипниках качения;
- коллекторный узел из четырёх графитовых щёток;
- четырёхполюсный статор из постоянных магнитов.

Именно такой конструкции большинство электродвигателей в современных автомобилях (рабочее напряжение 12 или 24 Вольт): привод вентиляторов систем охлаждения, отопления и вентиляции, «дворников», насосов омывателей, дополнительных насосов отопителей, а также в компрессорах для накачки шин и автомобильных пылесосах.

## Способы возбуждения коллекторных двигателей
Двигатели мощностью в сотни Ватт, в отличие от предыдущих, содержат четырёхполюсный статор из электромагнитов. Свойства электродвигателей во многом объясняется способом, которым обмотки статора могут подключаться относительно якоря:
- последовательно с якорем (так называемое последовательное возбуждение);
- параллельно с якорем (параллельное возбуждение);
- отдельным источником питания (независимое возбуждение);
- часть обмоток параллельно с якорем, часть последовательно (смешанное возбуждение).

### Электродвигатель постоянного тока с независимым возбуждением
В этом электродвигателе обмотка якоря подключена к основному источнику постоянного тока (сети постоянного тока, генератору или выпрямителю), а обмотка возбуждения — к вспомогательному источнику. В цепь обмотки возбуждения включен регулировочный реостат, а в цепь обмотки якоря — пусковой реостат. Регулировочный реостат служит для регулирования частоты вращения якоря двигателя, а пусковой — для ограничения тока в обмотке якоря при пуске. Характерной особенностью электродвигателя является то, что его ток возбуждения не зависит от тока в обмотке якоря (тока нагрузки). Поэтому можно приближенно считать, что и магнитный поток двигателя не зависит от нагрузки. Зависимости момента и частоты вращения от тока будут линейными: момент прямо пропорционален току нагрузки и линейно снижается с ростом частоты вращения.
В цепь обмотки возбуждения никаких выключателей и предохранителей не устанавливают, так как при разрыве этой цепи резко уменьшается магнитный поток электродвигателя, и возникает аварийный режим. Если электродвигатель работает при холостом ходе или небольшой нагрузке на валу, то частота вращения резко возрастает (двигатель идет в разнос). При этом сильно увеличивается ток в обмотке якоря и может возникнуть круговой огонь. Во избежание этого защита должна отключить электродвигатель от источника питания. Резкое увеличение частоты вращения при обрыве цепи обмотки возбуждения объясняется тем, что в этом случае резко уменьшаются магнитный поток, э. д. с., и возрастает ток. А так как приложенное напряжение остается неизменным, то частота вращения будет увеличиваться до тех пор, пока э. д. с. не достигнет значения, приблизительно равного напряжению питания, что необходимо для равновесного состояния электрической цепи якоря.
При нагрузке на валу, близкой к номинальной, электродвигатель в случае разрыва цепи возбуждения остановится, так как электромагнитный момент, который может развить двигатель при значительном уменьшении магнитного потока, уменьшается и станет меньше нагрузочного момента на валу. В этом случае так же резко увеличивается ток, обмотка может выйти из строя из-за перегрева.

### Электродвигатель постоянного тока с параллельным возбуждением
Здесь обмотки возбуждения и якоря питаются от одного и того же источника электрической энергии с напряжением. В цепь обмотки возбуждения включен регулировочный реостат, а в цепь обмотки якоря — пусковой реостат.
В рассматриваемом электродвигателе имеет место, по существу, раздельное питание цепей обмоток якоря и возбуждения, вследствие чего ток возбуждения не зависит от тока обмотки якоря. Поэтому электродвигатель с параллельным возбуждением будет иметь такие же характеристики, как и двигатель с независимым возбуждением. Однако двигатель с параллельным возбуждением работает нормально только при питании от источника постоянного тока с неизменным напряжением.

## Электродвигатель постоянного тока с последовательным возбуждением
Обмотка возбуждения включена последовательно с якорем. Для ограничения тока при пуске в цепь обмотки якоря может быть включен пусковой реостат, а для регулирования частоты вращения параллельно обмотке возбуждения может быть включен регулировочный реостат. Характерной особенностью этого электродвигателя является то, что его ток возбуждения равен или пропорционален (при включении реостата) току обмотки якоря, поэтому магнитный поток зависит от нагрузки двигателя.
При токе обмотки якоря, меньшем 0,8—0,9 номинального тока, магнитная система машины не насыщена, и можно считать, что магнитный поток изменяется прямо пропорционально току. Поэтому скоростная характеристика электродвигателя будет мягкая — с увеличением тока частота вращения будет резко уменьшаться. Уменьшение частоты вращения, происходит из-за увеличения падения напряжения во внутреннем сопротивлении цепи обмотки якоря, а также из-за увеличения магнитного потока.
Электромагнитный момент при увеличении тока будет резко возрастать, так как в этом случае увеличивается и магнитный поток, поэтому при токе, меньшем 0,8-0,9 номинального, скоростная характеристика имеет форму гиперболы, а моментная — параболы.
Если ток больше номинального, зависимости момента и скорости вращения от тока линейны, так как в этом режиме магнитная цепь будет насыщена и магнитный поток при изменении тока меняться не будет.
Механическая характеристика рассматриваемого двигателя мягкая и имеет гиперболический характер. При малых нагрузках магнитный поток сильно уменьшается, частота вращения резко возрастает и может превысить максимально допустимое значение (двигатель идет в разнос). Поэтому такие двигатели нельзя применять для привода механизмов, работающих в режиме холостого хода и при небольшой нагрузке (различные станки, транспортеры и пр.).
Обычно минимально допустимая нагрузка для двигателей большой и средней мощности составляет 0,2 …. 0,25 номинальной. Чтобы предотвратить возможность работы двигателя без нагрузки, его соединяют с приводным механизмом жестко (зубчатой передачей или глухой муфтой), применение ременной передачи или фрикционной муфты недопустимо, т. к. при обрыве ремня двигатель может выйти из строя.
Несмотря на указанный недостаток, двигатели с последовательным возбуждением широко применяют, особенно там, где имеют место изменения нагрузочного момента в широких пределах и тяжелые условия пуска: во всех тяговых приводах (электровозы, тепловозы, электропоезда, электрокары, электропогрузчики и пр.), а также в приводах грузоподъемных механизмов (краны, лифты и пр.).
Объясняется это тем, что при мягкой характеристике увеличение нагрузочного момента приводит к меньшему возрастанию тока и потребляемой мощности, чем у двигателей с независимым и параллельным возбуждением, поэтому двигатели с последовательным возбуждением лучше переносят перегрузки. Кроме того, эти двигатели имеют больший пусковой момент, чем двигатели с параллельным и независимым возбуждением, так как при увеличении тока обмотки якоря при пуске соответственно увеличивается и магнитный поток.

### Электродвигатель постоянного тока со смешанным возбуждением
В этом электродвигателе магнитный поток создается в результате совместного действия двух обмоток возбуждения — параллельной (или независимой) и последовательной.
Механическая характеристика электродвигателя со смешанным возбуждением располагается между характеристиками двигателей с параллельным и последовательным возбуждением. Достоинством двигателя постоянного тока со смешанным возбуждением является то, что он, обладая мягкой механической характеристикой, может работать при холостом ходе. В этом режиме частота вращения его якоря определяется магнитным потоком параллельной обмотки и имеет ограниченное значение (двигатель не идет в разнос).
Общие достоинства коллекторных двигателей постоянного тока — простота изготовления, эксплуатации и ремонта, достаточно большой ресурс.
К недостаткам можно отнести то, что эффективные конструкции (с большим КПД и малой массой) таких двигателей являются низкомоментными и быстроходными (сотни и тысячи оборотов в минуту), поэтому для большинства приводов (кроме вентиляторов и насосов) необходимы редукторы. Это утверждение не вполне верно, но обоснованно. Электрическая машина, построенная на низкую скорость, вообще имеет заниженный КПД и связанные с ним проблемы охлаждения. Скорее всего проблема такова, что изящных решений для неё нет.

### Универсальный коллекторный электродвигатель
Универсальный коллекторный электродвигатель (УКД) — разновидность коллекторной машины постоянного тока, которая может работать и на постоянном, и на переменном токе. Получил большое распространение в ручном электроинструменте и в некоторых видах бытовой техники (особенно в пылесосах) из-за малых размеров, высокой удельной мощности (по сравнению с асинхронными двигателями), малого веса, лёгкости регулирования оборотов, относительно низкой цены, возможности вращаться со скоростью, более высокой чем скорость синхронизма. Широко использовался на железных дорогах Европы и США как тяговый электродвигатель.

#### Особенности конструкции
Строго говоря, универсальный коллекторный электродвигатель является коллекторным электродвигателем постоянного тока с последовательно включенными обмотками возбуждения (статора), оптимизированным для работы на переменном токе бытовой электрической сети. Такой тип двигателя независимо от полярности подаваемого напряжения вращается в одну сторону, так как за счёт последовательного соединения обмоток статора и ротора смена полюсов их магнитных полей происходит одновременно и результирующий момент остаётся направленным в одну сторону. На самом деле там есть небольшой фазовый сдвиг, обуславливающий появление противонаправленного момента, но он невелик, симметрирование обмоток не только улучшает условия коммутации, но и уменьшает этот момент. (М. П. Костенко, «Электрические машины»). Для нужд железных дорог строились специальные подстанции переменного тока низкой частоты — 16 Гц в Европе, в США же частота 25 Гц была одной из стандартных (наряду с 60 Гц) до 50-х годов XX века. В 50-х годах XX века германо-французскому консорциуму производителей электрических машин удалось построить однофазную тяговую машину промышленной частоты (50 Гц). По данным М. П. Костенко «Электрические машины», электровоз с однофазными коллекторными машинами на 50 Гц испытывался в СССР, где получил восторженно-отрицательную оценку специалистов..
Для возможности работы на переменном токе применяется статор из магнитно-мягкого материала, имеющего малый гистерезис (сопротивление перемагничиванию). Для уменьшения потерь на вихревые токи статор выполняют наборным из изолированных пластин. Подмножеством коллекторных машин переменного тока (КМПТ) являются машины «пульсирующего тока», полученного путём выпрямления тока однофазной цепи без сглаживания пульсаций (железная дорога).
Особенностью (в большинстве случаев — достоинством) работы такого двигателя именно на переменном токе (а не на постоянном такого же напряжения) является то, что в режиме малых оборотов (пуск и перегрузка) индуктивное сопротивление обмоток статора ограничивает потребляемый ток и соответственно максимальный момент двигателя (оценочно) до 3-5 от номинального (против 5-10 при питании того же двигателя постоянным током). Для сближения механических характеристик у двигателей общего назначения может применяться секционирование обмоток статора — отдельные выводы (и меньшее число витков обмотки статора) для подключения переменного тока.
Сложной проблемой является вопрос коммутации мощной коллекторной машины переменного тока. В момент коммутации (прохождение секцией нейтрали) сцепленное с секцией якоря (ротора) магнитное поле меняет своё направление на противоположное, что вызывает генерацию в секции так называемой реактивной ЭДС. Так обстоит дело в случае с постоянным током. В КМПТ реактивная ЭДС также имеет место. Но так как якорь (ротор) находится в пульсирующем во времени магнитном поле статора, в коммутируемой секции дополнительно имеет место ещё и трансформаторная ЭДС. Её амплитуда будет максимальна в момент пуска машины, пропорционально снижаться по мере приближения к скорости синхронизма (в точке синхронизма она обратится в нуль) и далее по мере разгона машины вновь будет пропорционально возрастать. Проблема коммутации КМПТ может быть решена следующим образом:
- Стремление при проектировании к одновитковой секции (уменьшение потока сцепления).
- Увеличение активного сопротивления секции. Наиболее перспективными по данным М. П. Костенко являются резисторы в «петушках» коллекторых пластин, где они хорошо охлаждаются.
- Активная подшлифовка коллектора щётками максимальной твёрдости (высокий износ) подгорающего коллектора из-за тяжелых условий коммутации; и максимально возможного сопротивления как средство гашения реактивной и трансформаторной ЭДС коммутируемой секции.
- Использование добавочных полюсов с последовательными обмотками для компенсации реактивной ЭДС и параллельной — для компенсации трансформаторной ЭДС. Но так как величина трансформаторной ЭДС представляет собой функцию от угловой скорости (якоря) ротора и тока намагничивания машины, то такие обмотки нуждаются в системе подчинённого регулирования, не разработанной по сегодняшний день.
- Применение питающих цепей низкой частоты. Популярные частоты 16 и 25 Гц.

Реверсирование УКД осуществляется переключением полярности включения обмоток только статора или только ротора.

#### Достоинства и недостатки
Сравнение приведено для случая подключения к бытовой однофазной электрической сети 220 вольт 50 Гц. и одинаковой мощности двигателей. Разница в механических характеристиках двигателей («мягкость-жёсткость», максимальный момент) может быть как достоинством, так и недостатком в зависимости от требований к приводу.

##### Сравнение с коллекторным двигателем постоянного тока
Достоинства:
- Прямое включение в сеть, без дополнительных компонентов (для двигателя постоянного тока требуется, как минимум, выпрямление).
- Меньший пусковой (перегрузочный) ток (и момент), что предпочтительнее для бытовых устройств.
- Проще управляющая схема (при её наличии) — тиристор (или симистор) и реостат. При выходе из строя электронного компонента двигатель (устройство) остаётся работоспособным, но включается сразу на полную мощность.

Недостатки:
- Меньший общий КПД из-за потерь на индуктивность и перемагничивание статора.
- Меньший максимальный момент (может быть недостатком).

##### Сравнение с асинхронным двигателем
Достоинства:
- Быстроходность и отсутствие привязки к частоте сети.
- Компактность (даже с учётом редуктора).
- Больший пусковой момент.
- Автоматическое пропорциональное снижение оборотов (практически до нуля) и увеличение момента при увеличении нагрузки (при неизменном напряжении питания) — «мягкая» характеристика.
- Возможность плавного регулирования оборотов (момента) в очень широком диапазоне — от ноля до номинального значения — изменением питающего напряжения.

Недостатки:
- Нестабильность оборотов при изменении нагрузки (где это имеет значение).
- Наличие щёточно-коллекторного узла и в связи с этим:
  - Относительно малая надёжность (срок службы: тяжёлые условия коммутации обуславливают использование максимально твердых щёток, что снижает ресурс).
  - Сильное искрение на коллекторе из-за коммутации переменного тока и связанные с этим радиопомехи.
  - Высокий уровень шума.
  - Относительно большое число деталей коллектора (и, соответственно, двигателя).

Следует отметить, что в современных бытовых устройствах ресурс электродвигателя (щёточно-коллекторного узла) сопоставим с ресурсом рабочих органов и механических передач.
Двигатели (УКД и асинхронный) одной и той же мощности, независимо от номинальной частоты асинхронного двигателя, имеют разную механическую характеристику:
- УКД — «мягкая» характеристика: обороты практически обратно пропорциональны нагрузке на валу, от режима холостого хода до режима полного торможения. Номинальный момент выбирается примерно в 3-5 раз меньшим максимального. Обороты холостого хода ограничиваются только потерями в двигателе и могут разрушить мощный двигатель при включении его без нагрузки.
- Асинхронный двигатель — «вентиляторная» характеристика — двигатель поддерживает близкую к номинальной частоту вращения, при значительном (десятки процентов) повышении нагрузки снижение оборотов невелико (единицы процентов). При значительном снижении оборотов (до точки критического момента) момент двигателя не только не растёт, а падает до нуля, что вызывает полную остановку. Обороты холостого хода постоянны и слегка превышают номинальные.
- Однофазный асинхронный двигатель  предлагает дополнительный «букет» проблем, связанных с запуском, так как в нормальных условиях пускового момента не развивает. Пульсирующее во времени магнитное поле однофазного статора математически разлагается на два противофазных поля, делающих невозможным пуск без различных ухищрений:
  - расщепление фазы
  - создающая искусственную фазу ёмкость
  - создающую искусственную фазу активное сопротивление

Вращающееся в противофазе поле теоретически снижает максимальный КПД однофазного асинхронного двигателя до 50-60 % из-за потерь в перенасыщенной магнитной системе и активных потерь в обмотках, которые нагружаются токами «противополя». Фактически, на одном валу «сидят» две электрические машины, одна из которых работает в двигательном режиме, а вторая — в режиме противовключения.
Механическая характеристика в первую очередь и обуславливает (разные) области применения данных типов двигателей.
Из-за малых оборотов, ограниченных частотой сети переменного тока, асинхронные двигатели той же мощности имеют значительно бо́льшие вес и размеры, чем УКД. Если асинхронный двигатель запитывается от преобразователя (инвертора) с высокой частотой, то вес и размеры обеих машин становятся соизмеримы. При этом остаётся жёсткость механической характеристики, добавляются потери на преобразование тока и, как следствие увеличения частоты, повышаются индуктивные и магнитные потери (снижается общий КПД).

#### Аналоги бесколлекторного узла
Ближайшим аналогом УКД по механической характеристике является бесколлекторный электродвигатель (вентильный электродвигатель, в котором электронным аналогом щёточно-коллекторного узла является инвертор с датчиком положения ротора (ДПР).
Электронным аналогом универсального коллекторного двигателя является система: выпрямитель (мост), синхронный электродвигатель с датчиком углового положения ротора (датчик угла) и инвертором (другими словами — вентильный электродвигатель с выпрямителем).
Однако из-за применения постоянных магнитов в роторе максимальный момент вентильного двигателя при тех же габаритах будет меньше.

## Общий недостаток коллекторных двигателей
При переползании щёток коллекторных двигателей с одной ламели коллектора на другую части обмотки ротора, соединённые с этими ламелями, оказываются короткозамкнутыми щётками на угловую ширину щёток и вращающимися в магнитном поле статора. При вращении короткозамкнутых частей обмоток ротора в магнитном поле статора в них индуцируется э.д.с., которая вызывает ток короткого замыкания в короткозамкнутых частях обмотки ротора и часть потребляемой энергии бесполезно тратится на нагрев короткозамкнутых частей обмотки ротора. В УКД, из-за переменного магнитного поля статора, нагрев короткозамкнутых частей обмотки больше, чем в двигателях постоянного тока.  
Подобное же явление происходит и в коллекторных генераторах постоянного тока.
В электрических машинах малой мощности значимость этих потерь мала, но с увеличением мощности, например, в электромобилях, карьерных самосвалах, электровозах, тепловозах, теплоходах и атомоходах значимость возрастает.